# Arbonne
Arbonne település Franciaországban, Pyrénées-Atlantiques megyében. Lakosainak száma 2364 fő (2022. január 1.). Arbonne Bidart, Ahetze, Arcangues és Biarritz községekkel határos.

## Népesség
A település népességének változása:
| Lakosok száma | 2095 | 2137 | 2215 | 2223 | 2283 | 2342 | 2339 | 2344 | 2364 |
|               | 2013 | 2015 | 2016 | 2017 | 2018 | 2019 | 2020 | 2021 | 2022 |